# 32056 Abrarnadroo
32056 Abrarnadroo è un asteroide della fascia principale. Scoperto nel 2000, presenta un'orbita caratterizzata da un semiasse maggiore pari a 2,3011203 UA e da un'eccentricità di 0,0701386, inclinata di 5,39609° rispetto all'eclittica.